# 赛德蒙·格里戈罗夫
赛德蒙·格里戈罗夫（1878年10月27日—1945年10月27日）是保加利亚的著名医生和微生物学家。他發現了保加利亚乳杆菌，这是製作天然酸奶的重要細菌。此外他還參與過結核病疫苗的研發工作。

## 生平
赛德蒙·格里戈罗夫出生于保加利亚佩爾尼克州特倫的Studen Izvor村。 他在法国的蒙彼利埃完成了以自然科学为专业的中学教育，后来在瑞士的日内瓦学习医学。1905年，格里戈罗夫在日内瓦莱昂·马索尔教授的微生物实验室中发现某种细菌杆菌是制作酸奶的基础。该菌株也被学界称为保加利亚乳杆菌。